# Fram skrider året i sin gång
Fram skrider året i sin gång är en dansk psalm av Casper Johannes Boye från 1833 med titelraden Dybt hælder aaret i sin gang som översattes av Erik Nyström och 1911 bearbetades av Johan Alfred Eklund.
Melodin är en tonsättning av William Tans'ur ur hans "Harmony of Zion" från 1734, vilket enligt Koralbok för Nya psalmer, 1921 är samma melodi som används till psalmen Räds ej bekänna Kristi namn (1921 nr 604), O tänk, när en gång samlad står (1921 nr 672) och också till den senare skrivna psalmen Den kärlek du till världen bar (1937 nr 74).
Eklunds texter blev fria för publicering 2015.

## Publicerad som
- Nr 401 i Sionstoner 1889  med titelraden Djupt sjunker året i sin gång
- Nr 411 i Hemlandssånger 1891  med titelraden Djupt sjunker året i sin gång under rubriken "Kärleken".
- Nr 612 i Nya Pilgrimssånger 1892  med titelraden Djupt sjunker året i sin gång under rubriken "Sånger wid särskilda tillfälen. Årstiderna."
- Nr 288 i Svensk söndagsskolsångbok 1908 under rubriken "Årstiderna".
- Nr 645 i Nya psalmer 1921, tillägget till 1819 års psalmbok under rubriken "Tidens skiften: Årets tider: Hösten".
- Nr 758 i Sionstoner 1935 med titelraden Djupt sjunker året i sin gång, under rubriken "Årets tider".
- Nr 478 i 1937 års psalmbok under rubriken "Hösten".
- Nr 203 i Den svenska psalmboken 1986, 1986 års Cecilia-psalmbok, Psalmer och Sånger 1987, Segertoner 1988 och Frälsningsarméns sångbok 1990 under rubriken "Årstiderna".
- Nr 542 i Svensk psalmbok för den evangelisk-lutherska kyrkan i Finland (1986) under rubriken "Årets tider"